# Пудра
Пудрата е вид козметичен продукт. Изработва се в прахообразна, течна или силно пресирана компактна форма. Представлява ароматизирана еднородна гладка смес на минерали и органични съединения, предназначена за уеднаквяване цвета на лицето, защита на кожата от вредни влияния и нейното подхранване.
В състава на пудрата влизат цинков оксид, титанов диоксид и каолин. Някои видове пудри съдържат талк. Нанасят се със специална четка или гъбичка. Предвид многообразието на тоновете на човешката кожа, пудрата идва в многообразни цветове, които да отговарят на тези тонове.